# Onkel Toms Hütte (1965)
Onkel Toms Hütte ist ein Farbfilm aus dem Jahr 1965 über die Sklavenhaltung in den US-amerikanischen Südstaaten nach der gleichnamigen Romanvorlage von Harriet Beecher Stowe. Neben John Kitzmiller in der Titelrolle spielen O. W. Fischer, Gertraud Mittermayr und Herbert Lom weitere Hauptrollen. Regie führte Géza von Radványi. Die Uraufführung fand am 14. April 1965 in München statt.

## Handlung
Der Film beginnt mit der Ermordung von Abraham Lincoln durch John Wilkes Booth während einer Theatervorstellung. Rückblende, Kentucky Mitte des 19. Jahrhunderts: Der schwarze, herzensgute Sklave Tom, von allen nur liebevoll „Onkel Tom“ genannt, lebt mit anderen Schwarzen bei der Südstaatenfamilie Shelby. Eines Tages muss der alte Mr. Shelby einige seiner Schutzbefohlenen aus Geldnot verkaufen, denn ein gewisser Simon Legree verlangt die Begleichung eines fälligen Wechsels. Dieser brutale, skrupellose und stets nur an sein Geschäft denkende Sklavenhalter sieht in den Leibeigenen nichts anderes als Ware – tumbe „Neger“, die er nach Belieben kaufen und wieder veräußern darf. Der im Gesicht entstellte Legree verlangt vom schwer verschuldeten Shelby zur Begleichung des Wechsels insgesamt zehn seiner Sklaven, darunter Onkel Tom. Auch hat sich Legree in das attraktive Dienstmädchen der Shelbys, Eliza, verliebt. Sie soll einer der zehn neuen Legree-Sklaven werden. Da der Übereignungsvertrag vorsieht, dass er sich nur männliche Sklaven aussuchen darf, beschließt Legree, ihren zweijährigen Sohn zu den anderen neun zu nehmen, weil er weiß, dass Eliza ihren Sohn nie allein ziehen lassen würde. Da Eliza mit Harris, einem weiteren Sklaven, der auf einer anderen Plantage schuftet, verheiratet ist, beschließt Legree, auch diesen zu kaufen.
Der junge George Shelby ist von Legrees miesem Charakter angewidert und lässt diesen seine Ablehnung deutlich spüren. Als am folgenden Tag Legree seine zehn Sklaven mitnehmen will, fehlen Eliza und ihr Sohn. Emilie Shelby, Georges Mutter, hat die beiden freigelassen, um dem farbigen Mädchen die Tortur zu ersparen, Legrees Sexsklavin zu werden. Elizas Ehemann Harris flüchtet nach Kanada, um Geld zu verdienen und schließlich Frau und Kind freizukaufen. Auch Eliza kann mit ihrem Sohn vor dem Sklavenhändler fliehen. Harris’ Besitzer ist über die Flucht seines Sklaven zutiefst erzürnt und lässt daraufhin dessen Schwester Cassy auspeitschen, damit sie ihm sagt, wo sich ihr Bruder befindet. Die aber schweigt. Legree findet Gefallen an Cassy und kauft sie ihrem Besitzer ab. Nur widerwillig wird sie Legrees Geliebte und muss dafür nicht auf der Plantage Baumwolle pflücken.
George Shelby hat die feste Absicht, Onkel Tom zurückzukaufen, sobald er die Mittel dafür hat. Die von Legree erworbenen Sklaven treten eine weite Reise über den Mississippi zu dessen Plantage an. Ein Teil der Reise wird auf dem Schiff zurückgelegt. Dort trifft Tom auf die kleine Evangeline, von allen nur Eva genannt. Das schwerkranke Mädchen ist von großer Offenheit und Freundlichkeit und freundet sich rasch mit Tom an. Eva überredet ihren Vater, den Südstaaten-Gentleman St. Clare, Onkel Tom zu kaufen. Mr. St. Clare liebt seine Tochter abgöttisch und versucht alles, um ihr jeden Wunsch zu erfüllen. Tom hat nun einen neuen Herrn, der ihn ungleich anständiger und humaner behandelt als all seine Herren zuvor. Währenddessen hat Cassy ihre Schwägerin und deren kleinen Sohn gefunden. Sie bietet ihnen Zuflucht in Legrees Haus, in der Hoffnung, dass ihr verhasster Geliebter dort nicht nach den entflohenen Sklaven suchen wird.
Mr. St. Clares Ehefrau, Evas Mutter, kränkelt ebenfalls, und so hat ihr Mann inzwischen eine Liaison mit seiner Cousine Harriet begonnen. Als Eva von der Affäre ihres Vaters erfährt, ist sie so traurig darüber, dass sich ihr Gesundheitszustand massiv verschlechtert. Evangelines letzter Wunsch vor ihrem Tode ist, dass ihr Vater all seine Sklaven in die Freiheit entlässt. Er verspricht es ihr und kündigt einen Tag vor dem Unabhängigkeitstag die Freilassung an. Legree hält St. Clares Entschluss für humanitäre Gefühlsduselei und fürchtet, dass dessen Beispiel Schule machen und seine Geschäfte als Sklavenhändler ruinieren könnte. Legree fasst einen hinterhältigen Plan. Er schießt aus einem Zimmer im oberen Stockwerk des Saloons den am Unabhängigkeitstag in der Kutsche vorfahrenden St. Clare in den Kopf. St. Clare stirbt in Anwesenheit von Onkel Tom. Legree gelingt es, den feigen Mord einem schwarzen Jungen in die Schuhe zu schieben, welcher ihn beim Verlassen des Zimmers sah und ihn somit hätte verraten können. Der Unschuldige wird daraufhin von der Menge öffentlich gelyncht.
St. Clares Sklaven werden nach dessen gewaltsamem Tod zu Mindestpreisen versteigert. Legree greift erneut zu und kauft seine einstigen Leibeigenen zurück – auch Onkel Tom. Abraham Lincoln ist mittlerweile zum Präsidenten der USA gewählt worden, ein Bürgerkrieg liegt in der Luft. Harris, der in Kanada ein freier Mann geworden ist, versucht seine Schwester von Legree freizukaufen. Doch der sagt, Cassy sei unverkäuflich. Wenig später schickt Legree auch sie auf die Plantage zur Baumwollernte, da er glaubt, dass sie ihn betrüge. Als er Cassy wieder zurückholen will, spuckt sie ihm ins Gesicht und geht. Legree hetzt daraufhin seine Pferde auf sie. Tom wirft sich im letzten Moment zwischen die Pferde und das Mädchen, um Cassy zu schützen, und wird dabei schwer verletzt. Kurz darauf fliehen die Sklaven von Legrees Landgut. Der Menschenschinder versucht daraufhin, unter den Weißen Männer zu rekrutieren, die ihm dabei helfen, seine Sklaven wieder einzufangen. Auch Cassy, Eliza und ihr Sohn haben die Absicht zu fliehen, wollen aber vorher noch Onkel Tom holen. Doch der bittet die beiden Frauen darum, ihn in Ruhe sterben zu lassen. Als „Abschiedsgeschenk“ für ihren ungeliebten Liebhaber steckt Cassy Legrees prachtvolles Südstaatenanwesen in Brand.
Alle Sklaven, denen die Flucht gelungen ist, treffen sich in der Nähe einer Kirche, um am folgenden Abend per Schiff in den sklavenfreien Norden zu entkommen. Harris findet seine Familie wieder. Auch George Shelby taucht auf und fragt nach Tom, um ihn endlich zurückzukaufen. Als er hört, dass Tom in der Hütte auf Legrees brennendem Anwesen liegt, eilt er dorthin. Bei einer Schießerei zwischen Legree mit den anderen Sklavenhändlern und den Sklaven auf der Flucht wird Cassy getroffen und stirbt in den Armen ihres Bruders. Ein Priester erklärt Legree, dass seine Ernte von den Wassermassen der mutwillig geöffneten Schleusen vernichtet worden sei. Legree versucht daraufhin zu retten, was zu retten ist. Auch sieht er nun sein Haus in Flammen und Onkel Tom halbtot in der Scheune liegen. Er wirft Tom vor, dass er die anderen schwarzen Sklaven zum Aufruhr angestiftet habe und will ihn ermorden. Doch da taucht George Shelby auf und bietet Legree an, Onkel Tom abzukaufen. Legree aber erwidert nur: „Tote Nigger kosten nichts“ und verschwindet. Tom stirbt in Georges Armen. In der Schlussszene sieht man die Farbigen auf dem Weg in die Freiheit. Und während der Abspann läuft, erklingt eine wehmütige Südstaatenweise: Old Old Mississippi, gesungen von Eartha Kitt.

## Produktionsnotizen
Seit der letzten Stummfilm-Adaption von 1927 hatte keine US-Produktionsfirma mehr diesen als Klassiker der amerikanischen Literaturgeschichte geltenden Stoff verfilmt. Das internationale, von Deutschen geführte Firmenkonsortium hat 1964 erstmals Onkel Toms Hütte als Tonfilm umgesetzt, erst 1987 folgte ein US-amerikanischer Tonfilm des Stoffes als Fernsehfilm (Onkel Toms Hütte (1987)).
Der vergleichsweise aufwendig produzierte und international besetzte Film kostete rund 4,5 Millionen DM und war damit eine der teuersten Produktionen der bundesrepublikanischen Filmgeschichte. Regisseur Géza von Radványi, der drei Jahre zuvor mit drei O.-W.-Fischer-Filmen (Es muß nicht immer Kaviar sein, Diesmal muß es Kaviar sein und Das Riesenrad) große Erfolge hatte erzielen können, wurde auch für diesen Fischer-Film als Regisseur verpflichtet.
Die Außenaufnahmen fanden in Jugoslawien statt.
Bis zum Jahresende 1965 wurde der Film außerdem in Spanien, Italien und Frankreich aufgeführt. Neujahr 1969 erfolgte schließlich auch in den USA die Erstaufführung.
Für den ausschließlich in Europa filmenden, schwarzen US-Amerikaner John Kitzmiller, der die Titelrolle übernommen hatte, war Onkel Toms Hütte die letzte Filmarbeit. Er starb 50 Tage vor dessen Uraufführung.
Die zwölfjährige Michaela May gab in dieser Produktion unter ihrem Geburtsnamen Gertraud Mittermayr ihr Filmdebüt.
Wie schon in Der Schatz im Silbersee spielte der Wahlbrite Herbert Lom auch hier einen brutalen Schurken.
Eartha Kitt tritt lediglich im Abspann auf, als sie ein (vom Filmkomponisten nachempfundenes) Spiritual, Old Old Mississippi, vorträgt.
Kameramann Heinz Hölscher hat einen winzigen Auftritt als Quäker. Für seine Arbeit an Onkel Toms Hütte erhielt er am 27. Juni 1965 das Filmband in Gold in der Sparte „Beste Kamera“.
Für Herbert Ploberger, der die umfangreichen Kostüme entwarf, war Onkel Toms Hütte seine letzte Kinofilmtätigkeit.
Willi Schatz entwarf die Filmbauten mit Südstaatenflair.
Musikalisch kommen zwei authentische Spirituals vor, nämlich Go Down, Moses und Joshua Fit the Battle of Jericho. Die eigentliche Filmmusik komponierte jedoch Peter Thomas.
Die in Lexika auffindbaren Laufzeiten des Films lauten auf bis zu 170 Minuten. Der Film gehört wie Old Shatterhand und Der Kongress amüsiert sich zu den wenigen auf 65-mm-Kameranegativ gedrehten deutschsprachigen Spielfilmen. Verliehen wurden 70-mm- und 35-mm-Kopien (letztere unter Verwendung von Anamorphoten). Die 2012 herausgebrachte DVD enthält den Vermerk, dass man für die Abtastung die letzte noch existierende 35-mm-Kopie (147 Minuten bei 24 fps) verwendet hat.

## Kritiken
Das große Personenlexikon des Films schrieb: „‚Onkel Toms Hütte‘ war eine internationale Coproduktion, prachtorientiert in Form und Gestaltung, aber ohne den knisternden Südstaaten-Esprit der Beecher-Stowe-Vorlage.“
Der Spiegel meinte: „Die Schwarzen im Film sind nicht nur auch, sondern bessere Menschen, sangesfroh und gottesfürchtig – allen voran Onkel Tom (John Kitzmiller) selber. Thomas Fritsch als menschenrechtekundiger Farmersohn und O. W. Fischer als feudaler Südstaatler mit Wiener Akzent erwecken die Illusion, der Mississippi fließe im Donautal.“
Das Lexikon des internationalen Films urteilte über Onkel Toms Hütte: „Bunte Breitwandverfilmung des alten Bestsellers von Harriet Beecher-Stowe (1852) über die Schrecken der Sklaverei – erzählt am Beispiel eines grenzenlos liebenden und leidenden Negers in Amerika. Akkurat romantisch und sentimental.“
Die Online-Version des Lexikons des Internationalen Films schreibt: „Der Film nimmt den romantisch-sentimentalen Stil des Buches zum Anlaß, vordergründige Episoden idyllisch auszumalen, wobei das ehrenwerte Anliegen der Vorlage in den Hintergrund rückt.“
Der Evangelische Film-Beobachter zog folgendes Fazit: „Sehr bunt, sehr sentimental, in Einzelheiten auch von zupackender Kraft. Leider ist es den Herstellern nicht gelungen, den Geist des Rassismus entscheidend zu denunzieren. Übrig bleibt deshalb eine kunstlose Unterhaltung, die man ab 18 ohne Schaden übersteht.“